# نطش صحراوي
النطش الصحراوي (باللاتينية: Crotalaria saharae) نوع نباتي من جنس النطش من الفصيلة البقولية.

## البيئة والانتشار
موطنه الأصلي بلاد الشام ومصر.